# Noisy-Rudignon
Noisy-Rudignon és un municipi francès, situat al departament de Sena i Marne i a la regió de Illa de França. L'any 2007 tenia 571 habitants.
Forma part del cantó de Nemours, del districte de Provins i de la Comunitat de comunes del Pays de Montereau.

## Demografia

### Població
El 2007 la població de fet de Noisy-Rudignon era de 571 persones. Hi havia 195 famílies, de les quals 24 eren unipersonals (16 homes vivint sols i 8 dones vivint soles), 66 parelles sense fills, 97 parelles amb fills i 8 famílies monoparentals amb fills.
La població ha evolucionat segons el següent gràfic:
Habitants censats

### Habitatges
El 2007 hi havia 223 habitatges, 196 eren l'habitatge principal de la família, 13 eren segones residències i 14 estaven desocupats. Tots els 223 habitatges eren cases. Dels 196 habitatges principals, 180 estaven ocupats pels seus propietaris, 15 estaven llogats i ocupats pels llogaters i 1 estava cedit a títol gratuït; 3 tenien dues cambres, 18 en tenien tres, 47 en tenien quatre i 129 en tenien cinc o més. 166 habitatges disposaven pel capbaix d'una plaça de pàrquing. A 63 habitatges hi havia un automòbil i a 126 n'hi havia dos o més.

### Piràmide de població
La piràmide de població per edats i sexe el 2009 era:
| Homes | Edats   | Dones |
| ----- | ------- | ----- |
| 0     | 95 o +  | 0     |
| 4     | 90 a 94 | 0     |
| 4     | 85 a 89 | 0     |
| 0     | 80 a 84 | 0     |
| 8     | 75 a 79 | 4     |
| 4     | 70 a 74 | 8     |
| 20    | 65 a 69 | 8     |
| 0     | 60 a 64 | 8     |
| 8     | 55 a 59 | 8     |
| 8     | 50 a 54 | 16    |
| 24    | 45 a 49 | 12    |
| 24    | 40 a 44 | 16    |
| 36    | 35 a 39 | 40    |
| 8     | 30 a 34 | 8     |
| 20    | 25 a 29 | 16    |
| 4     | 20 a 24 | 16    |
| 20    | 15 a 19 | 24    |
| 20    | 10 a 14 | 16    |
| 24    | 5 a 9   | 20    |
| 12    | 0 a 4   | 24    |

## Economia
El 2007 la població en edat de treballar era de 372 persones, 296 eren actives i 76 eren inactives. De les 296 persones actives 272 estaven ocupades (148 homes i 124 dones) i 25 estaven aturades (13 homes i 12 dones). De les 76 persones inactives 19 estaven jubilades, 25 estaven estudiant i 32 estaven classificades com a «altres inactius».

### Ingressos
El 2009 a Noisy-Rudignon hi havia 206 unitats fiscals que integraven 610 persones, la mediana anual d'ingressos fiscals per persona era de 19.415,5 €.

### Activitats econòmiques
Dels 10 establiments que hi havia el 2007, 1 era d'una empresa de fabricació d'altres productes industrials, 3 d'empreses de construcció, 3 d'empreses de comerç i reparació d'automòbils, 1 d'una empresa de transport, 1 d'una empresa immobiliària i 1 d'una empresa de serveis.
Dels 4 establiments de servei als particulars que hi havia el 2009, 1 era un paleta, 1 fusteria, 1 lampisteria i 1 agència immobiliària.
L'any 2000 a Noisy-Rudignon hi havia 5 explotacions agrícoles.

## Equipaments sanitaris i escolars
El 2009 hi havia una escola elemental integrada dins d'un grup escolar amb les comunes properes formant una escola dispersa.

## Poblacions més properes
El següent diagrama mostra les poblacions més properes.